# Stenocereus chacalapensis
Stenocereus chacalapensis (Bravo & T. MacDoug.) Buxb. 1978 è una pianta della famiglia delle Cactacee nativa del Messico.

## Descrizione
S. chacalapensis è una tra le specie di Stenocereus più maestose, dalle complesse ramificazioni e con un'altezza variabile dai 10 ai 15 metri. Ogni fusto, che cresce parallelo a quello madre, può raggiungere un diametro di 15 centimetri. Le costolature, 7, si presentano leggermente arrotondate e non dentellate. Su di esse nascono le areole, su ognuna delle quali sono presenti da 10 a 14 spine grigio-nere di lunghezza variabile (da un minimo di 5 ad un massimo di 28 cm).

## Distribuzione e habitat
L'areale di origine di questa pianta è lo stato messicano di Oaxaca.

## Tassonomia
La sua descrizione ufficiale avvenne nel 1957 con il nome Ritterocereus chacalapensis dai botanici Thomas Baillie MacDougall e Helia Bravo Hollis, e venne da quest'ultimo inserito nel genere Stenocereus nel 1978.

## Conservazione
La Lista rossa IUCN classifica Stenocereus chacalapensis come specie in pericolo critico di estinzione (Critically Endangered).